# Mosquiter de Claudia
El mosquiter de Claudia (Phylloscopus claudiae) és una espècie d'ocell de la família dels fil·loscòpids (Phylloscopidae). Es troba a la Xina, Bangladesh, l'Índia, Myanmar i Vietnam. Els seus hàbitats principals són els boscos temperats, els boscos tropicals i subtropicals de frondoses humits de les terres baixes, els matollars temperats, els matollars humits tropicals i subtropicals i les terres llaurades. El seu estat de conservació es considera de risc mínim.
L'epitet específic claudiae fa referència a la ornitòloga i il·lustradora Claudia Bernardine Elisabeth Hartert (1863-1958).